# The Look of Love (Film)
The Look of Love ist eine Filmbiografie über den britischen Unternehmer im Erotikbreich Paul Raymond (1925–2008) aus dem Jahr 2013. Der Film hatte seine Premiere am 19. Januar 2013 beim Sundance Film Festival, die Deutschlandpremiere am 20. Februar 2013 bei den Internationalen Filmfestspielen Berlin. Nach 24 Hour Party People (2002) und The Trip (2010) ist dies die dritte Zusammenarbeit von Regisseur Michael Winterbottom und Hauptdarsteller Steve Coogan.

## Handlung
In Großbritannien der 1950er-Jahre darf öffentlich nur bewegungslose Nacktheit gezeigt werden. So lässt Paul Raymond junge Frauen oben ohne „als Statuen“ Veranstaltungen staffieren, auch seine Frau Jean vertretungsweise. 1958 umgeht er das Verbot und eröffnete die Raymond Revuebar als Privatclub. In den 1960er-Jahren treten die Revuegirls auch ganz nackt auf. 1969 führt er im Whitehall Theatre das Stück Pyjama Tops auf, das die Kritik im Daily Express zerreißt. Doch dessen naserümpfendes „durchsetzt mit willkürlichen Auftritten nackter Frauen“ verwendet er als Werbeslogan auf seinen Plakaten.
Als Raymond ein Verhältnis mit dem Revuegirl Amber St. George beginnt, macht Jean in dessen Garderobe eine Szene und verlässt Raymond. Raymond übernimmt das Männermagazin Men Only, Amber schreibt darin unter dem  Namen Fiona Richmond als Sexreporterin, toleriert letzthin seine sexuellen Ausschweifungen mit den Models und Tänzerinnen, bei denen auch Kokain konsumiert wird, nicht mehr und verlässt ihn ebenso. Als seine Tochter Debbie, die eher erfolglos in seinen Clubs als Sängerin auftritt, heiratet, trifft sich die Familie wieder und Jean lässt sich für Men Only ablichten. Debbie stirbt 1992 an ihrem Drogenkonsum, im Dezember 1992 gilt Raymond als der reichste Mann Großbritanniens, seine beiden Enkelinnen beerben ihn später.

## Rezeption
The Look of Love erhielt ein durchwachsenes Presseecho, was sich auch in den Auswertungen US-amerikanischer Aggregatoren widerspiegelt. So erfasst Rotten Tomatoes ähnlich viele wohlwollende wie kritische Besprechungen und ordnet den Film dementsprechend als „Gammelig“ ein. Laut Metacritic fallen die Bewertungen im Mittel „Durchwachsen oder Durchschnittlich“ aus.

„Alles ist Bühne, alles leuchtet, überall nur wohlgeformte, weibliche Körper, Geld macht sorgenfrei und produziert noch mehr Geld. Die düstere, andere Seite dieses Glamour-Lebens – die Einsamkeit im Überfluss, die Unfähigkeit zur beständigen Liebe – dringt nur sporadisch durch und wird schnell wieder vertrieben. […] Niemals und niemandem geht es in The Look of Love um ein durchdringendes Hinschauen, vielmehr sind alle Blicke oberflächlich huschende, die die Illusion nicht hinterfragen, sondern vielmehr zu deren Verinnerlichung im Selbst der Protagonisten beitragen.“

Bei den British Independent Film Awards 2013 wurde Imogen Poots als Beste Nebendarstellerin ausgezeichnet.

## Belege und weiterführende Informationen
1. ↑   Freigabebescheinigung für The Look of Love. Freiwillige Selbstkontrolle der Filmwirtschaft, August 2013 (PDF; Prüfnummer: 140 095 K).
2. ↑  sundance.org (Memento vom 22. Dezember 2012 im Internet Archive) (englisch)
3. 1 2  The Look of Love. In: Rotten Tomatoes. Fandango, abgerufen am 27. Dezember 2024 (englisch, aggregiert aus 72 Kritiken).
4. 1 2  The Look of Love. In: Metacritic. Abgerufen am 27. Dezember 2024 (englisch, aggregiert aus 20 Kritiken).
5. ↑  Jason Buchanan: The Look of Love (Memento vom 1. August 2019 im Internet Archive) bei AllMovie (englisch)
6. ↑  Danny Gronmaier: Look of Love. critic.de – die Filmseite, abgerufen am 11. September 2013.

- Weitere Filmlinks:
- IMDb: Link |
- OFDb: Link |
- Filmdienst: Link |
- Box Office Mojo: Link |
- Cinema: Link |
- Schnittberichte: Link |
- Synchronkartei: Link |
- TMDb: Link |
- Letterboxd: Link |
- Moviepilot: Link |
- bearbeiten